# Thor Mikkelsen
Thor Mikkelsen (født 2. juni 1997 i Thisted) er en beatboxer. Thor Mikkelsen, vandt "Danmark har talent" 2015. Han har som andre beatboxere et artistnavn: "Thorsen" en afledning af hans navn. Han har vundet  "DM i Beatbox" i 2013, 2014 og 2015 og GBB (Grand Beatbox Battle) i 2016. Han optrådte på Roskilde Festival 2015.
Thor Mikkelsen har udgivet albummet Only Music, hvorfra "Hotel Room" er udsendt på single.